# Podvis, Burgas
Podvis (în bulgară Подвис) este un sat în comuna Sungurlare, regiunea Burgas,  Bulgaria. 

## Demografie
Componența etnică a satului Podvis
     Turci (4,23%)
     Bulgari (93,25%)
     Romi (1,34%)
     Nicio identificare (1,15%)
La recensământul din 2011, populația satului Podvis era de 519 locuitori. Din punct de vedere etnic, majoritatea locuitorilor (93,25%) erau bulgari, existând și minorități de turci (4,23%) și romi (1,34%). Pentru 1,15% din locuitori nu este cunoscută apartenența etnică.